# Strelac (Babušnica)
Strelac (cirill betűkkel Стрелац) egy falu Szerbiában, a Piroti körzetben, a Babušnicai községben.

## Népesség
- 1948-ban 1 589 lakosa volt.
- 1953-ban 1 507 lakosa volt.
- 1961-ben 1 367 lakosa volt.
- 1971-ben 1 156 lakosa volt.
- 1981-ben 844 lakosa volt.
- 1991-ben 605 lakosa volt
- 2002-ben 392 lakosa volt,[1] akik közül 385 szerb (98,21%), 1 bolgár, 5 ismeretlen.[2]